# Rudolph Pfefferkorn
Rudolph Pfefferkorn (* 29. Mai 1826 in Frankfurt am Main; † 5. Oktober 1883 ebenda) war ein deutscher Jurist und Kommunalpolitiker in Frankfurt am Main.

## Leben und Beruf
Rudolf Pfefferkorn war der Sohn des Garnisonarztes Johann Peter Hieronymus Pfefferkorn (1793–1850) und dessen Ehefrau Susanna geborene Sackreuter (1797–1872). Seine Schwester Maria heiratete Anton Heinrich Emil von Oven. Er erwarb das Reifezeugnis in seiner Vaterstadt. Anschließend studierte er an den Universitäten Berlin, Tübingen, Bonn sowie Göttingen, und zwar zunächst Theologie und Philosophie, ehe er zur Rechtswissenschaft überwechselte. 1845 trat er der Burschenschaft Alemannia Bonn bei; 1849 wurde er Ehrenmitglied der Burschenschaft Hannovera in Göttingen.
Nach Studienabschluss promovierte er zum Dr. jur. und ließ sich 1850 als Rechtsanwalt in Frankfurt am Main nieder. Als 1878 das Oberlandesgericht Frankfurt eingerichtet wurde, erhielt er die Zulassung bei diesem Gericht. Darüber hinaus war er 25 Jahre Rechtsberater der Dr. Senckenbergischen Stiftung.
Auch kommunalpolitisch betätigte sich Rudolph Pfefferkorn. Von 1857 bis 1866 gehörte er der Ständigen Bürgerrepräsentation der Freien Stadt Frankfurt am Main und darüber hinaus von 1859 bis 1865 dem Gesetzgebenden Körper der Freien Stadt Frankfurt am Main an. 1858 zählte er zu einer achtköpfigen Gründungskommission, die sich für die Errichtung des Zoologischen Gartens Frankfurt einsetzte. Ziel war, einen durch Spenden finanzierten Zoo zu schaffen, der der Bildung und Erholung aller Bürger dienen sollte und probeweise mindestens 10 Jahre bestehen sollte. Mit diesem Vorhaben wurde 1858 begonnen. Frankfurt am Main war damit nach Berlin die zweite deutsche Stadt, die über einen solchen Tierpark verfügte. Die Mitglieder der Gründungskommission wurden auf der Gründungssitzung der Zoologischen Gesellschaft in den Verwaltungsrat gewählt.